# Bobby Day
Bobby Day, geboren als Robert James Byrd (Fort Worth, 1 juli 1930 -  Culver City, 27 juli 1990), was een Amerikaanse rock-'n-roll-, r&b-zanger, songwriter, multi-instrumentalist en producent, wiens grootste hit Rockin' Robin meer dan een miljoen keer werd verkocht.

## Carrière
Day verhuisde op 15-jarige leeftijd naar Los Angeles. Zijn eerste opname was Young Girl in 1949 als The Flames uitgebracht in 1950 bij Selective Records. Hij nam op onder tal van andere namen, zoals The Jets, The Voices, The Sounds, The Crescendos, waaronder de oorspronkelijke Bob van het duo Bob & Earl met zanger Earl Nelson. Als lid van de r&b-groep The Hollywood Flames gebruikte hij de artiestennaam Bobby Day om op te treden en op te nemen. Zijn geschreven lied Buzz Buzz Buzz was het eerste en grootste succes van het gezelschap. In 1957 formeerde Day zijn eigen band The Satellites, waarna hij drie nummers opnam die tegenwoordig worden gezien als rock-'n-roll-klassiekers.
Day's bekendste songwriting pogingen waren Over and Over, later populair gemaakt door The Dave Clark Five in 1965, en Little Bitty Pretty One, populair gemaakt door Thurston Harris in 1957, Frankie Lymon in 1960, Clyde McPhatter in 1962 en The Jackson Five in 1972. Day wordt echter het meest herinnerd voor zijn solo-opname Rockin' Robin uit 1958, die zich plaatste in de Billboard Hot 100 op positie 2, geschreven door Leon Rene onder het pseudoniem Jimmie Thomas. Er werden meer dan een miljoen exemplaren van verkocht en het werd bekroond met een gouden plaat. Rockin' Robin was een lied gecoverd door Bob Luman bij de Town Hall Party op 28 oktober 1958, The Hollies in 1964, Gene Vincent in 1969, Michael Jackson in 1972 en door McFly in 2006.
Harris' versie van Little Bitty Pretty One verschijnt in de film Matilda uit 1996, terwijl Matilda leert haar telekinetische krachten te beheersen.
In 2012-2013 was zijn onbekende opname Beep-Beep-Beep de muzikale soundtrack voor een Kia Sorento tv-commercial, landelijk vertoond in de Verenigde Staten.

## Overlijden
Twee weken na zijn 60e verjaardag werd tijdens de behandeling van een veronderstelde darmontsteking darmkanker ontdekt. Twaalf dagen later overleed hij in het ziekenhuis. Zijn stoffelijk overschot werd bijgezet op het Holy Cross Cemetery in Culver City.

## Discografie

### Singles
- 1958: Rockin' Robin / Over and Over (Class Records)
- 1958: The Bluebird, The Buzzard & The Oriole / Alone Too Long (Class Records)
- 1958: Honeysuckle Baby (Class Records)
- 1958: Saving My Life for You / Little Turtle Dove (Class Records)
- 1959: Mr. & Mrs. Rock-'N-Roll / Gotta New Girl (Class Records)
- 1959: That’s All I Want / Say Yes (Class Records)
- 1960: Over and Over / Gee Whiz (Top Rank International)
- 1960: My Blue Heaven / I Don't Want To (Class Records)
- 1961: Life Can Be Beautiful (Rendezvous Records)
- 1962: Oop-I-Du-Pers Ball / Don't Worry 'bout Me (Rendezvous Records)
- 1963: Down on My Knees / Jole Blon (Little Darlin') (RCA Victor)
- 1963: Another Country Another World / I Know It All (RCA Victor)

### Compilaties
- 1973: Rockin' With Robin (Class Records)
- 1984: The Best Of (Rhino Records)
- 1991: The original Rockin' Robin (Ace Records)
- 1994: Rockin' Robbin (A Golden Classics Edition)
- 1994: Rockin' Robin (Wise Buy)
- 2010: Rockin' Robin (Voodoo Records)

- Bibsys: 5052610
- Gemeinsame Normdatei: 134355946
- International Standard Name Identifier: 0000 0003 6691 0982
- Library of Congress Control Number: no98012909
- MusicBrainz: 77ad1133-3cd7-48f6-b8e0-195c6b7e97c7
- Istituto Centrale per il Catalogo Unico: DDSV032675
- Virtual International Authority File: 231757499
- WorldCat: E39PBJvHhtVGrDdPx6WwDkdCwC